# 全沖繩
全沖繩 （日語：オール沖縄、オールおきなわ）全稱全沖繩會議（日語：オール沖縄会議），是日本沖繩縣的政治組織，其訴求為實現《建白書》所提出的訴求，包括阻止邊野古基地的建設、撤回魚鷹運輸機部署、關閉並撤除普天間基地，以及放棄在沖繩縣內另行設置美軍基地的計劃。

## 簡介
全沖繩的理念由被稱為「代表沖繩的保守政治家」的翁長雄志（曾任自民黨沖繩縣支部幹事長）於2012年秋季提出。他在2000至2014年擔任那霸市市長期間，提出「沖繩的保守派包容革新派」、「超越保守與革新的沖繩」、「跨越保守與革新的沖繩縣政」等政治口號，並以此為基礎形成了一個政治團體。
在全沖繩的支持下，翁長雄志於2014年當選沖繩縣知事。此次知事選舉首次讓左派與反對邊野古遷移的右派勢力聯合起來，形成了跨黨派的共同戰線。然而，在翁長雄志去世後，全沖繩內部的保守與革新勢力平衡開始向左翼革新派傾斜，導致部分保守派人士相繼退出該陣營。
在2014年知事選舉後，全沖繩在沖繩各種選舉中合作，包括協調候選人、共同支持一候選人等。2015年12月，由名護市市長稻嶺進、社運人士高里鈴代、金秀集團會長吳屋守將擔任共同代表，成立了「反對邊野古新基地建設的全沖繩沖縄會議」，該組織整合了約20個反對邊野古基地遷移的團體。
全沖繩的參與成員包括：
- 社会民主党
- 日本共产党
- 自由党
- 冲绳社会群众党
- 那霸市議會「新風會」
- 沖繩縣議會「おきなわ」（前稱「縣民網絡」）

此外，沖繩縣知事、那霸市長、名護市長等地方首長也參與其中。2016年5月起，全沖繩勢力在沖繩縣議會與那霸市議會內的席次過半。
然而在在首長選舉與議會選舉中，全沖繩的勢力逐漸衰退。2018年名護市長選舉、2022年名護市長選舉和2022年那覇市長選挙中由全沖繩支持的候选人均落败；2017年和2021年的那霸市议会选举以及2024年冲绳县议会选举中，全沖繩均未獲得過半席次。
由於全沖繩的主要訴求是反對邊野古基地遷移，因此該組織在一定程度上包容了部分反對邊野古基地但仍支持美軍基地存在的保守派。例如：
- 關於名護市內閒置美軍基地的歸還問題
- 關於那霸軍港遷移至浦添市的問題

一些由全沖繩支持而當選的保守派地方首長，在這些議題上仍基於美日安保條約的前提，並未完全持「廢除美軍基地」的立場。儘管如此，主導全沖繩的革新勢力並未因此撤換這些保守派首長，也沒有另行推舉其他候選人。這顯示出該組織在一定程度上維持了「反對邊野古基地」為最優先目標的立場，而對其他基地相關問題持相對寬鬆的態度。

## 競選口號
翁長雄志在2014年沖繩縣知事選舉中，提出了「超越意識形態，重視沖繩認同」（イデオロギーよりアイデンティティ）、「充滿自豪的富足」（誇りある豊かさ）、「我是保守派，但屬於沖繩的保守」（保守だが、沖縄の保守）等競選口號，其中「オール沖縄」（All Okinawa）成為他最重要的口號。他因此脫離自民黨，與革新勢力聯合競選，最終成功當選沖繩縣知事。
這個口號不僅代表翁長雄志的政治理念，也逐漸演變成一個涵蓋保守與革新派的廣泛政治勢力。但由於該勢力內部的意見多元，唯一將其成員團結在一起的共識僅有兩點：
- 反對在沖繩縣內遷移美軍基地（包括反對將駐沖繩美軍普天間基地遷往名護市邊野古）
- 要求將駐沖繩美軍海軍陸戰隊遷出沖繩縣外[註 1]

「オール沖縄」的政治口號象徵著「超越保守與革新的沖繩」，與1960年代沖繩返還運動中提出的「島ぐるみ」（全島一致）口號具有類似的意涵。
作為全沖繩運動的一部分，2015年12月，各方勢力共同成立了「反對邊野古新基地建設的全沖繩會議」，進一步統整相關政治力量。
最初，全沖繩是超越保守與革新的廣泛聯盟，成員們在反對邊野古基地遷移上達成共識，至於其他政策則遵循「腹八分、腹六分」（指在部分議題上相互妥協）的原則。然而，隨著時間推移，該組織逐漸發生變化：
1. 革新勢力（特別是日本共產黨）主導地位加強，導致「オール沖縄」內部的政治色彩愈發左傾。
2. 日本最高法院的判決不利於全沖繩，使得阻止邊野古基地建設的希望變得不切實際。
3. 沖繩縣內經濟惡化，通貨膨脹與生活成本上升使得民眾在選舉中更關心經濟問題，而不再將基地問題視為首要議題。

由於上述原因，「オール沖縄」的保守派政治家與商界人士紛紛退出。至2025年，該組織內部幾乎只剩下日本共產黨、立憲民主黨、社會民主黨、冲绳社会大众党等革新勢力，與其最初的「保守革新聯盟」性質已大不相同。
對於「オール沖縄」這個名稱，《八重山日報》總編輯仲新城誠曾表示：「這個名稱容易讓人誤以為全體沖繩縣民都反對邊野古基地，但事實上並非如此」，因此認為這個名稱具有誤導性。